# Formentin
Formentin est une commune française, située dans le département du Calvados en région Normandie, peuplée de 268 habitants.

## Géographie

### Hydrographie
La commune est située dans le bassin Seine-Normandie. Elle est drainée par le ruisseau de la Fontaine Magard, le ruisseau de Formentin et le fossé 01 du Lieu de la Rivière,,.

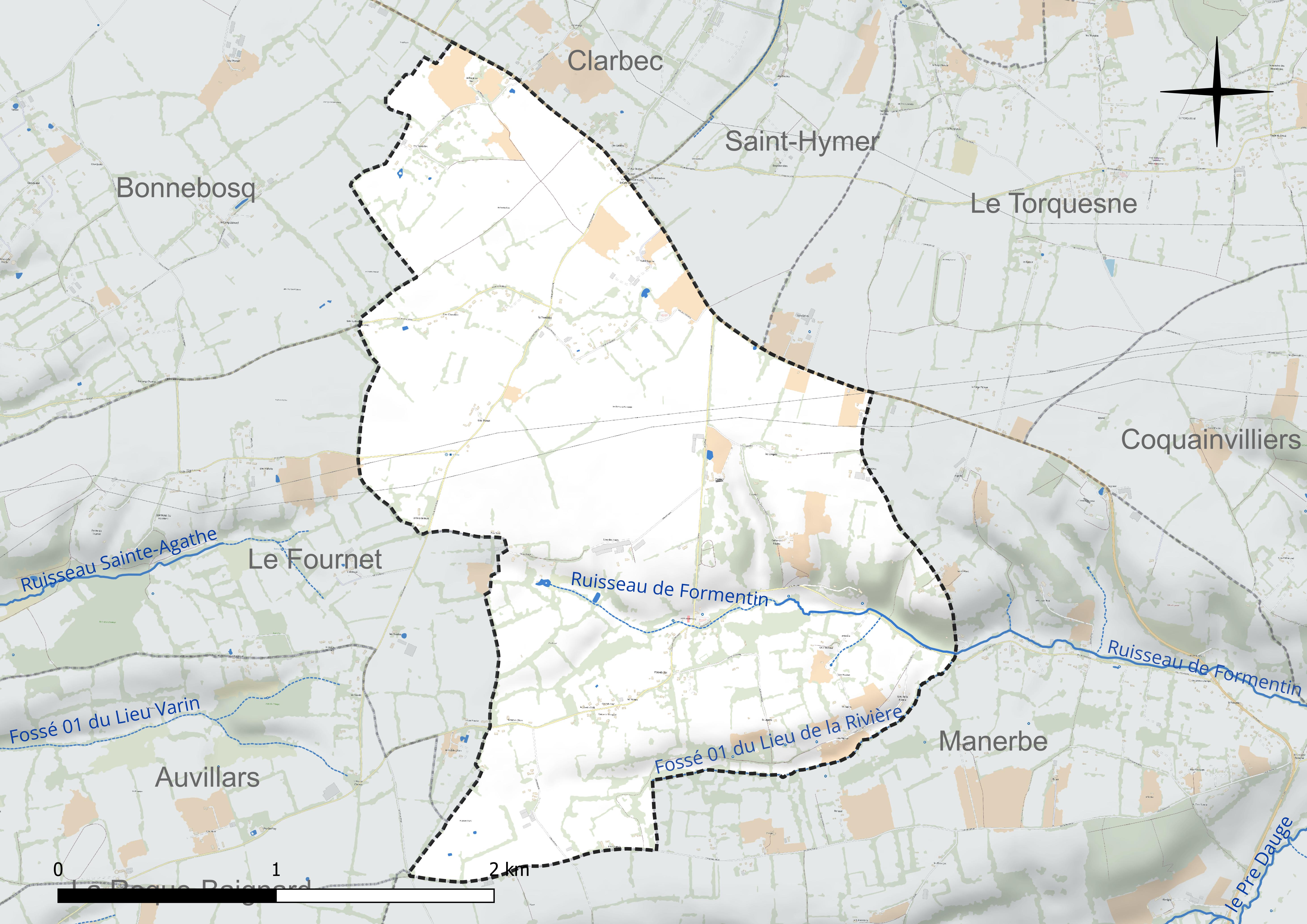
Réseau hydrographique de Formentin.

### Climat
Pour des articles plus généraux, voir Climat de la Normandie et Climat du Calvados.
En 2010, le climat de la commune est de type climat océanique franc, selon une étude du CNRS s'appuyant sur une série de données couvrant la période 1971-2000. En 2020, Météo-France publie une typologie des climats de la France métropolitaine dans laquelle la commune est exposée à un climat océanique et est dans une zone de transition entre les régions climatiques « Côtes de la Manche orientale » et « Normandie (Cotentin, Orne) ». Parallèlement le GIEC normand, un groupe régional d'experts sur le climat, différencie quant à lui, dans une étude de 2020, trois grands types de climats pour la région Normandie, nuancés à une échelle plus fine par les facteurs géographiques locaux. La commune est, selon ce zonage, exposée à un « climat contrasté des collines », correspondant au Pays d'Auge, Lieuvin et Roumois, moins directement soumis aux flux océaniques et connaissant toutefois des précipitations assez marquées en raison des reliefs collinaires qui favorisent leur formation.
Pour la période 1971-2000, la température annuelle moyenne est de 10,4 °C, avec  une amplitude thermique annuelle de 13 °C. Le cumul annuel moyen de précipitations est de 844 mm, avec 12,7 jours de précipitations en janvier et 8,4 jours en juillet. Pour la période 1991-2020, la température moyenne annuelle observée sur la station météorologique la plus proche, située sur la commune de Lisieux à 8 km à vol d'oiseau, est de 11,7 °C et le cumul annuel moyen de précipitations est de 881,4 mm,. Pour l'avenir, les paramètres climatiques de la commune estimés pour 2050 selon différents scénarios d'émission de gaz à effet de serre sont consultables sur un site dédié publié par Météo-France en novembre 2022.

## Urbanisme

### Typologie
Au 1er janvier 2024, Formentin est catégorisée commune rurale à habitat dispersé, selon la nouvelle grille communale de densité à 7 niveaux définie par l'Insee en 2022.
Elle est située hors unité urbaine. Par ailleurs la commune fait partie de l'aire d'attraction de Lisieux, dont elle est une commune de la couronne,. Cette aire, qui regroupe 57 communes, est catégorisée dans les aires de 50 000 à moins de 200 000 habitants,.

### Occupation des sols
L'occupation des sols de la commune, telle qu'elle ressort de la base de données européenne d'occupation biophysique des sols Corine Land Cover (CLC), est marquée par l'importance des territoires agricoles (100 % en 2018), une proportion identique à celle de 1990 (100 %). La répartition détaillée en 2018 est la suivante : 
prairies (66,1 %), terres arables (29,3 %), zones agricoles hétérogènes (4,6 %). L'évolution de l'occupation des sols de la commune et de ses infrastructures peut être observée sur les différentes représentations cartographiques du territoire : la carte de Cassini (XVIIIe siècle), la carte d'état-major (1820-1866) et les cartes ou photos aériennes de l'IGN pour la période actuelle (1950 à aujourd'hui).

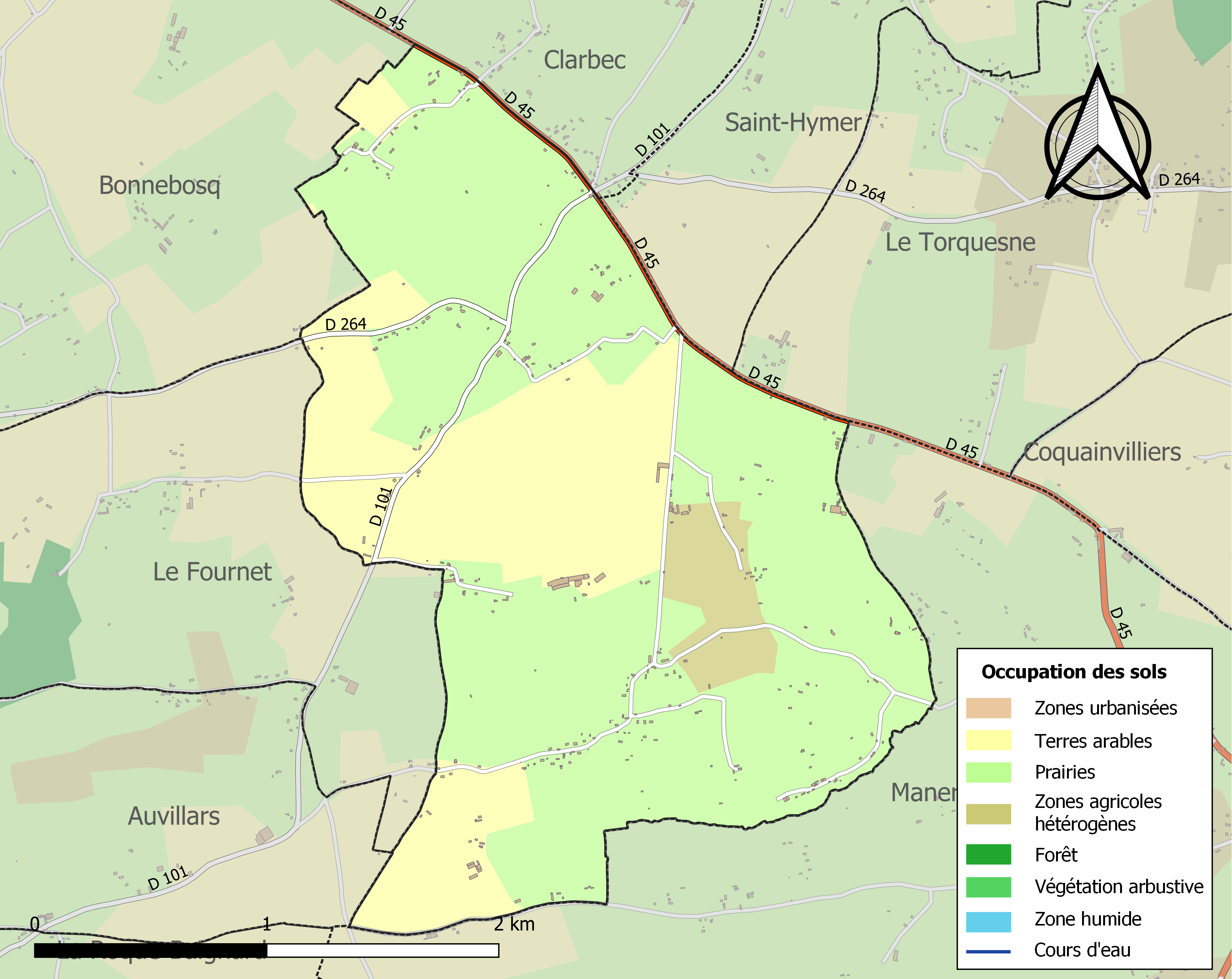
Carte des infrastructures et de l'occupation des sols de la commune en 2018 (CLC).

## Toponymie
Le nom de la localité est attesté Fourmentinum au XVIe siècle.
Formentin du latin fru-mentum (« froment-blé »).

## Politique et administration
| Période                                  | Période   | Identité                   | Étiquette | Qualité              |
| ---------------------------------------- | --------- | -------------------------- | --------- | -------------------- |
| ?                                        | juin 1995 | Eugène Grainville          |           |                      |
| juin 1995                                | mars 2008 | Gilbert Grainville         |           |                      |
| mars 2008                                | mars 2011 | Martine Ray                | SE        |                      |
| avril 2011                               | En cours  | Marie-Thérèse Lesquerbault | SE        | Secrétaire de mairie |
| Les données manquantes sont à compléter. |           |                            |           |                      |

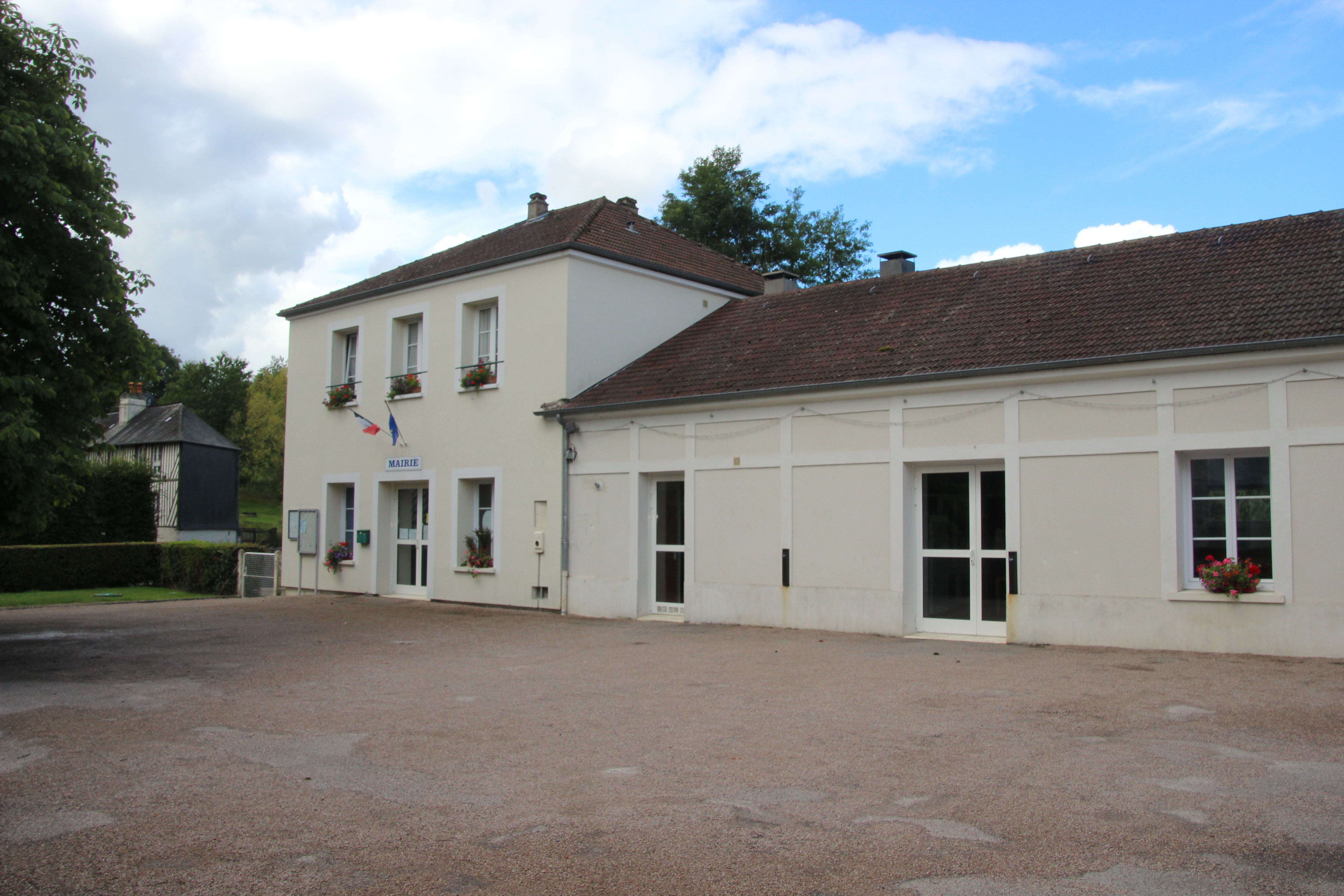
La mairie.

Le nombre d'habitants, au recensement précédent les élections municipales, étant compris entre 100 et 499, le nombre de membres du conseil municipal est de 11.

## Démographie
L'évolution du nombre d'habitants est connue à travers les recensements de la population effectués dans la commune depuis 1793. Pour les communes de moins de 10 000 habitants, une enquête de recensement portant sur toute la population est réalisée tous les cinq ans, les populations de référence des années intermédiaires étant quant à elles estimées par interpolation ou extrapolation. Pour la commune, le premier recensement exhaustif entrant dans le cadre du nouveau dispositif a été réalisé en 2005.
En 2022, la commune comptait 268 habitants, en évolution de +8,5 % par rapport à 2016 (Calvados : +1,58 %, France hors Mayotte : +2,11 %).
| 1793 | 1800 | 1806 | 1821 | 1831 | 1836 | 1841 | 1846 | 1851 |
| ---- | ---- | ---- | ---- | ---- | ---- | ---- | ---- | ---- |
| 299  | 297  | 337  | 304  | 307  | 320  | 289  | 280  | 239  |

| 1856 | 1861 | 1866 | 1872 | 1876 | 1881 | 1886 | 1891 | 1896 |
| ---- | ---- | ---- | ---- | ---- | ---- | ---- | ---- | ---- |
| 222  | 226  | 245  | 328  | 356  | 304  | 263  | 275  | 261  |

| 1901 | 1906 | 1911 | 1921 | 1926 | 1931 | 1936 | 1946 | 1954 |
| ---- | ---- | ---- | ---- | ---- | ---- | ---- | ---- | ---- |
| 250  | 219  | 217  | 193  | 170  | 174  | 137  | 162  | 179  |

| 1962 | 1968 | 1975 | 1982 | 1990 | 1999 | 2005 | 2006 | 2010 |
| ---- | ---- | ---- | ---- | ---- | ---- | ---- | ---- | ---- |
| 194  | 151  | 133  | 151  | 191  | 206  | 216  | 220  | 214  |

| 2015 | 2020 | 2022 | - | - | - | - | - | - |
| ---- | ---- | ---- | - | - | - | - | - | - |
| 247  | 259  | 268  | - | - | - | - | - | - |

## Lieux et monuments
- Église Saint-Martin. (XVIe siècle). Selon Arcisse de Caumont[25] :« Le chœur de l'église a été construit nouvellement en style pseudo-gothique assez mauvais. La nef offre encore, du côté nord, une belle fenêtre flamboyante avec vitres peintes…on a établi des fenêtres pseudo-gothiques dans cette nef, pour la mettre en rapport avec le chœur ; Elle a maintenant très-peu de caractère. »
- Église Saint-Eugène de Formentin. Origine (XIIe siècle) et (XIIIe siècle) avec des remaniements aux (XVe siècle), (XVIe siècle) et (XVIIe siècle). A noter une clôture de chœur en bois polychrome de 1695. La commune Saint-Eugène est réunie à celle de Formentin par décret du 12 novembre 1868.
- Château de Formentin, XVIe siècle, très remanié au XIXe siècle[26]. Le château sert de cadre au roman Isabelle, d'André Gide, sous le nom de «  château de Quartfourche ».

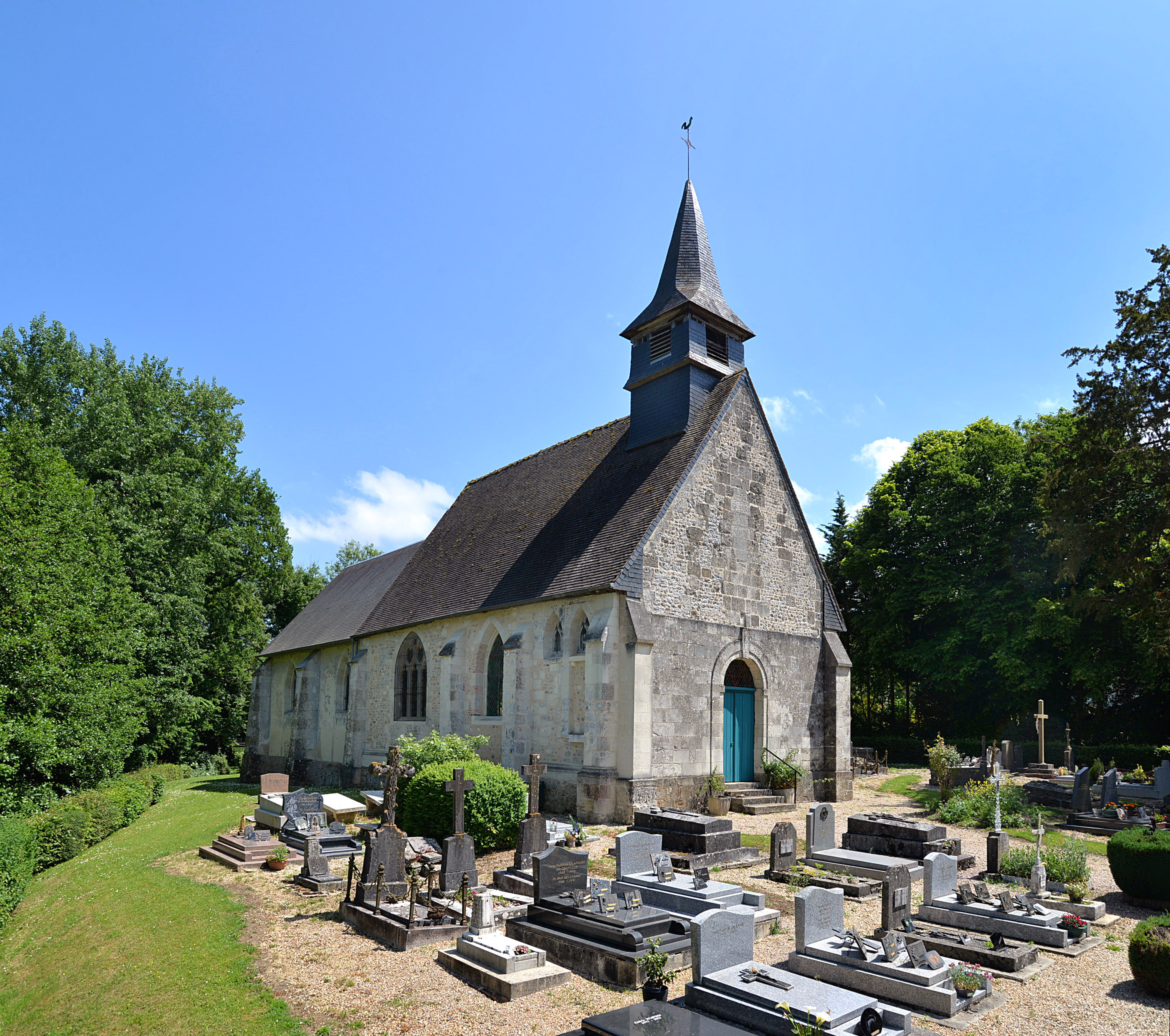
L'église Saint-Martin.
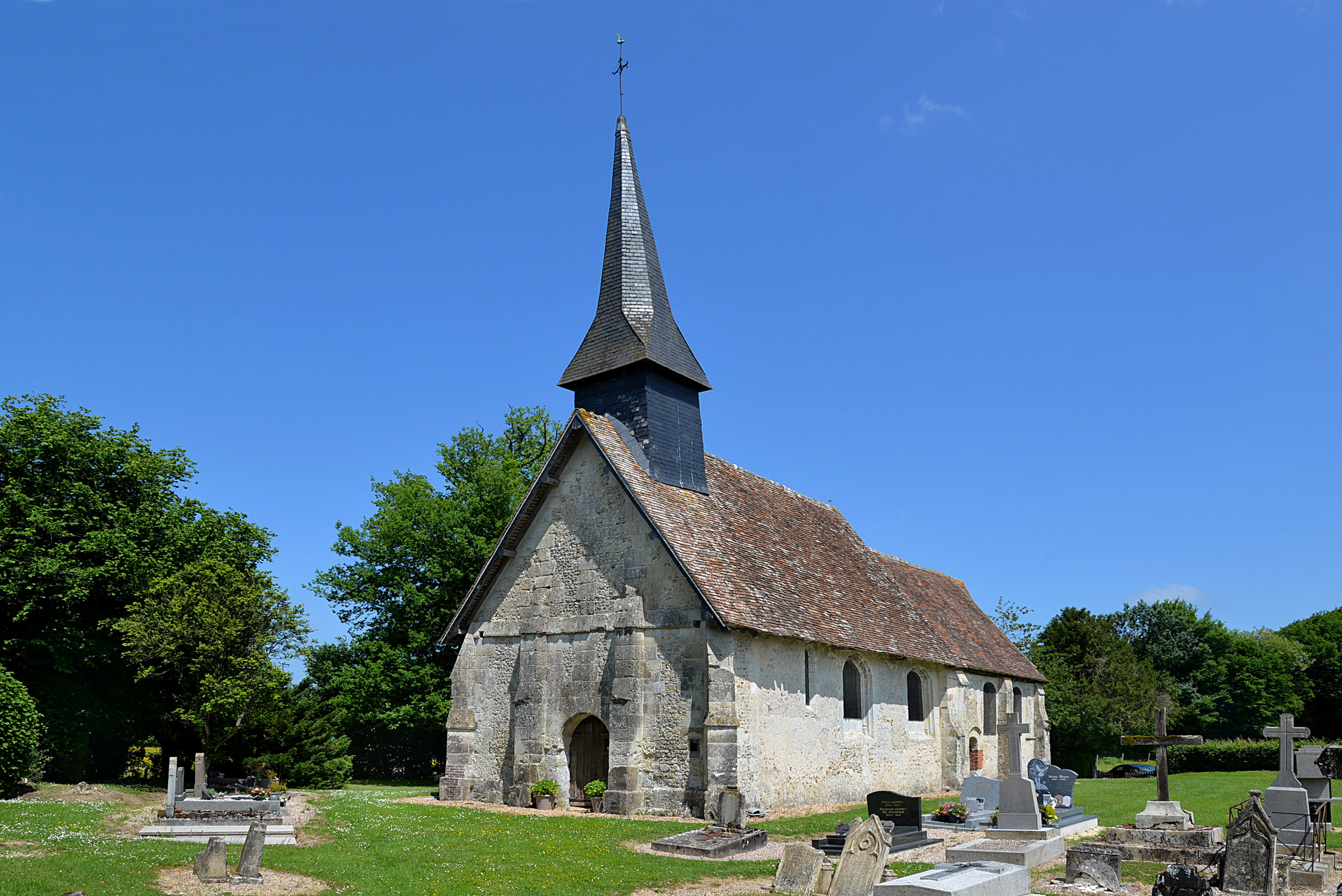
L'église Saint-Eugène.
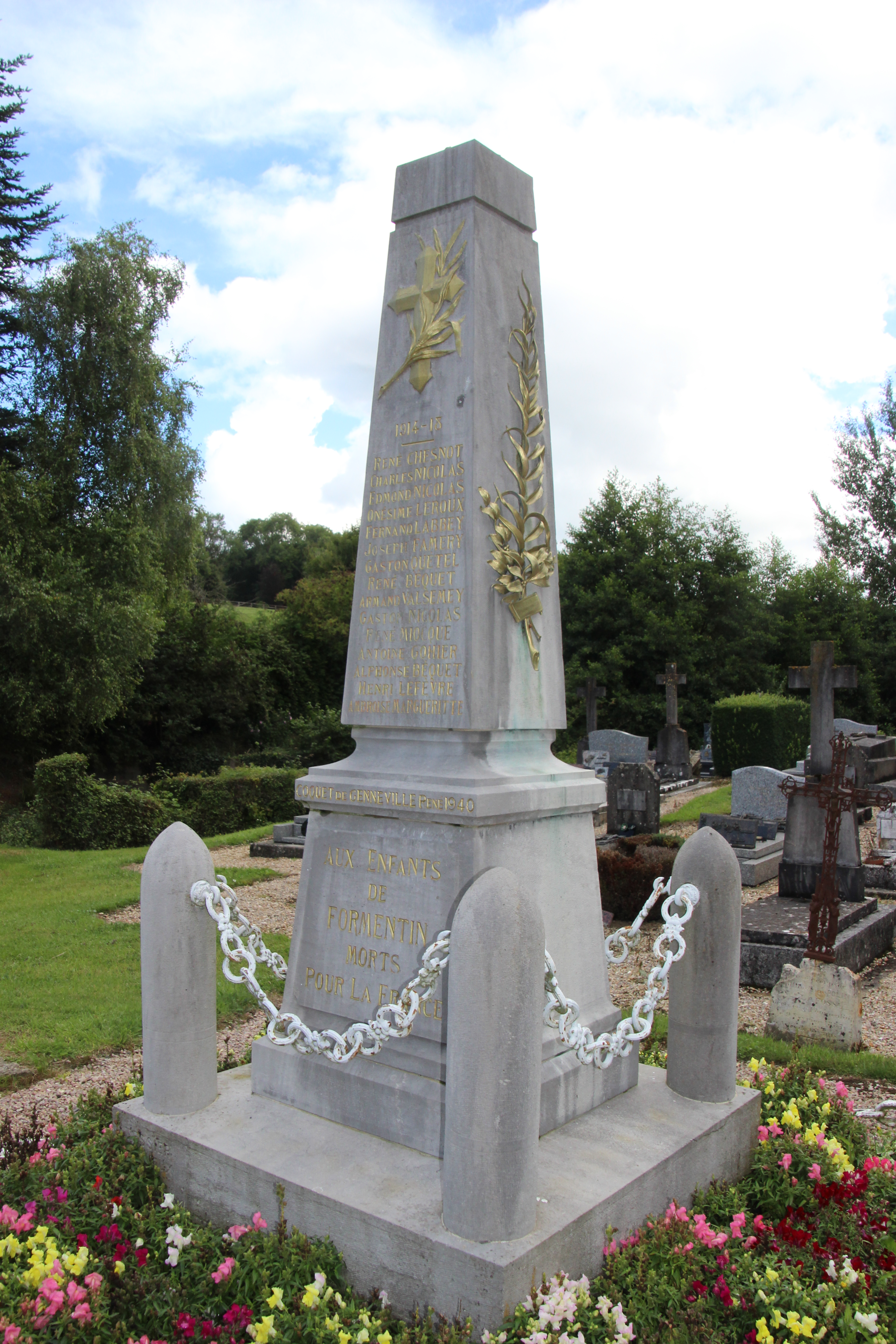
Le monument aux morts.
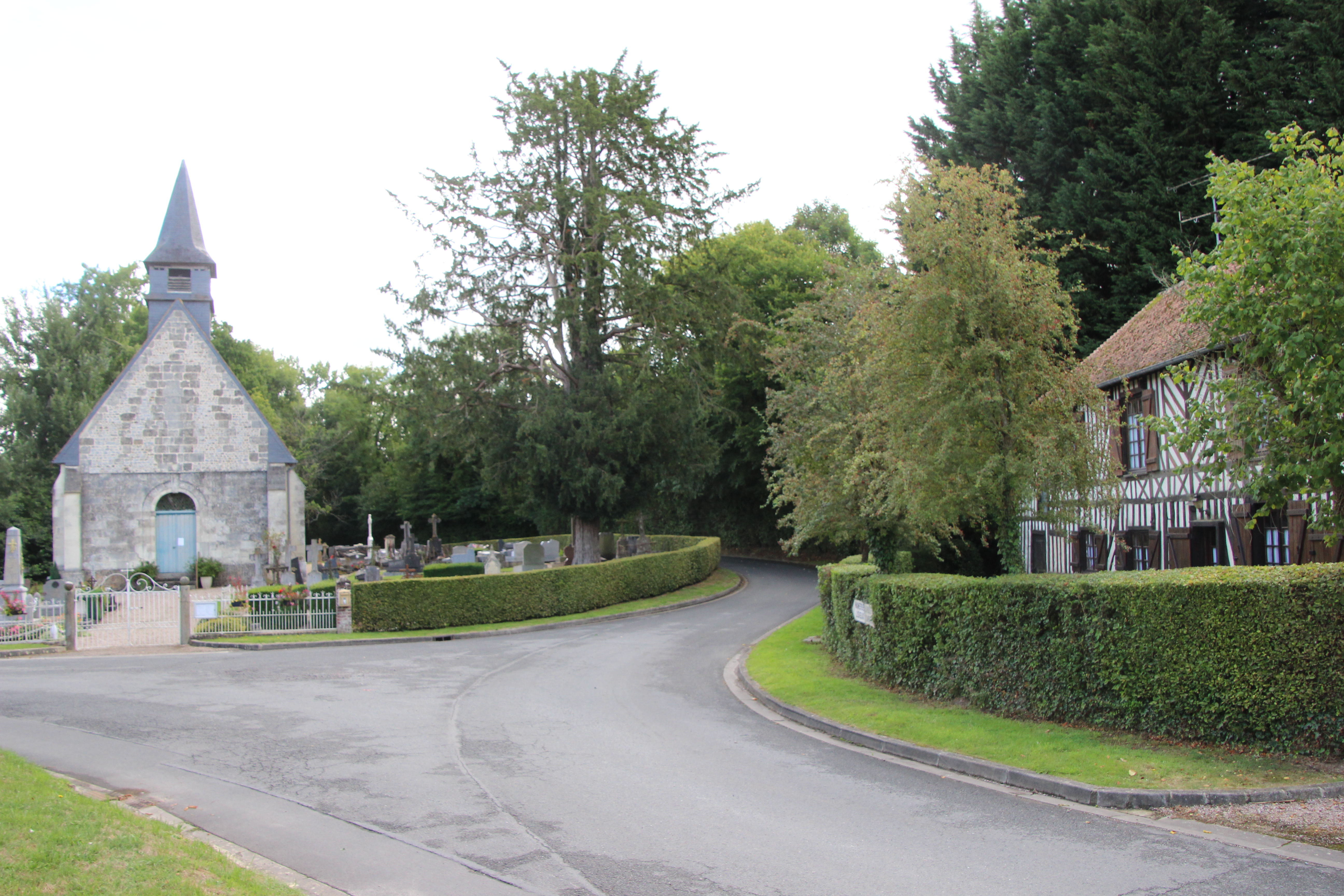
L'église et une maison augeronne.

## Personnalités liées à la commune
- Amable Floquet (1797 -1881 au château de Formentin), historien.